# Parapodascon stebbingi
Parapodascon stebbingi är en kräftdjursart som först beskrevs av Giard och Bonnier 1895.  Parapodascon stebbingi ingår i släktet Parapodascon och familjen Podasconidae. Inga underarter finns listade i Catalogue of Life.